# Merde in France
Singles de Jacques Dutronc
CQFD…utronc
(1987)
Merde in France est une chanson de Jacques Dutronc, sortie en 1984. Elle est notable pour ses paroles en « yaourt » et pour la participation humoristique de Serge Gainsbourg.

## Genèse et enregistrement
En 1984, Jacques Dutronc propose un single à sa maison de disques au lieu d’un album, qu’il doit pourtant selon son contrat. Lors des sessions aux Studios Ferber, Serge Gainsbourg est censé écrire les paroles. Il arrive finalement avec des cocktails et plaisante plutôt que de travailler sur le texte. Face à cette situation, Dutronc enregistre la chanson en utilisant un « yaourt », une technique consistant à chanter avec des mots dépourvus de sens mais qui imitent les sonorités de l’anglais. Gainsbourg, en revanche, est crédité comme « barman » sur la pochette, un clin d’œil de Dutronc à l’atmosphère de légèreté qui règne durant l’enregistrement,,,.

## Réception et impact
À sa sortie, Merde in France fait parler d’elle, notamment en raison de son titre provocateur. Bien que les paroles soient incompréhensibles, elles amusent le public et renforcent la réputation de Dutronc en tant qu’artiste mêlant satire et humour. La chanson devient rapidement un succès modéré et marque les esprits comme l’une des œuvres les plus audacieuses de sa carrière.

## Performances en direct
Jacques Dutronc interprète Merde in France dans plusieurs émissions télévisées en 1984. Une des performances les plus marquantes se déroule dans "Platine 45", où il chante dans un décor imitant une décharge. Entouré de musiciens vêtus de sacs poubelle, Dutronc ajoute une touche visuelle décalée qui reflète l’esprit ironique de la chanson.

## Face B
La face B du single, intitulée Camisole, propose une ambiance différente tout en restant fidèle à l’humour et à l’écriture mordante de Jacques Dutronc. Elle dure 2 minutes et 30 secondes.